# Kupari
Kupari är ett samhälle i kommunen Župa dubrovačka i Kroatien. Samhället har 808 invånare (2011).
Kupari är platsen för Kupari turistkomplex, en övergiven militär turistort. Efter första världskriget köpte två tjeckiska affärsmän mark i området, som vid den tiden endast innehöll en äldre tegelindustri. År 1921 grundade dessa affärsmän, i samarbete med staten, Grandhotel Kupari, ett havsspa vid bukten. Hotellet stod klart i augusti 1923 och hade 166 rum med totalt 340 sängplatser. Restaurangen i hotellet, med en kombination av tjeckiska och franska influenser, kunde servera samtliga gäster samtidigt. Under sin storhetstid var det det mest luxuösa grandhotellet i södra Dalmatien och planerat som en del av den framtida "Slaviska Rivieran". Hotellet hade ett eget växthus där prydnadsväxter och grönsaker odlades för att användas i hotellets kök. Det var en populär plats för eliten i den första tjeckoslovakiska republiken samt för framstående tjänstemän från andra länder.
Efter andra världskriget togs anläggningen över av den jugoslaviska armén och omvandlades till ett återhämtningscenter. Ytterligare byggnader uppfördes, inklusive en separat villa för Josip Broz Tito. Totalt byggdes nio hotell i området, och den sammanlagda boendekapaciteten ökade till 4 500 gäster. Under det kroatiska självständighetskriget utsattes anläggningen för omfattande skador och har sedan dess stått övergiven.

### Fotnoter
1. ↑  Petr Pravda (28 augusti 2017). ”Opuštěné Kupari. Zašlá sláva českého podnikání v chorvatském turismu”. iDNES.cz. https://www.idnes.cz/nastaveni-souhlasu?url=https%3a%2f%2fwww.idnes.cz%2fcestovani%2fkolem-sveta%2fopusteny-turisticky-resort-kupari-v-chorvatsku.A170825_181132_kolem-sveta_hig. Läst 27 januari 2025.